# Buschmann (Familienname)
Buschmann ist ein deutscher Familienname.

## Namensträger
- Adolfine Buschmann (Adolphine Buschmann; 1908–1989), österreichische Botanikerin
- Albrecht Buschmann (* 1964), deutscher Romanist und Übersetzer
- Alfred von Buschmann (1846–1932), österreichischer Eisenbahnhistoriker
- Anet-Jacqueline Buschmann (* 1982), bulgarische Ruderin
- Anneliese Buschmann (1906–1999), deutsche Politikerin (FDP)
- Arno Buschmann (1931–2019), deutsch-österreichischer Rechtshistoriker
- Artur Buschmann (1895–1971), deutscher Maler
- Bernd Buschmann (* 1967), deutscher Tischtennisspieler
- Christel Buschmann (* 1942), deutsche Journalistin und Übersetzerin
- Christian Friedrich Ludwig Buschmann (1805–1864), deutscher Musikinstrumentenbauer
- Claas Buschmann (* 1977), deutscher Rechtsmediziner und TV-Moderator
- Dieter Buschmann (* 1938), deutscher Fußballspieler
- Eduard Buschmann (1805–1880), deutscher Philologe und Bibliothekar
- Elisabeth Wangelin-Buschmann (* 1941), deutsche Organistin
- Erik Buschmann (* 1998), deutscher Eishockeyspieler
- Ernst Buschmann (1914–1996), deutscher Politiker (KPD, DKP)
- Fernando Buschmann (1890–1915), im Tower of London hingerichteter deutscher Spion
- Frank Buschmann (* 1964), deutscher Fernsehmoderator
- Gerhard Friedrich von Buschmann (1780–1856), deutscher Diplomat in russischen Diensten
- Glen Buschmann (1928–1995), deutscher Jazzmusiker
- Gotthard von Buschmann (1810–1888), österreichischer Beamter und Schriftsteller
- Hans Georg Buschmann (1934–2018), deutscher Mikrobiologe
- Hans Peter Buschmann (* 1938 oder 1943), deutscher Autor[1]
- Heinrich Buschmann (Ingenieur) (1886–1979), deutscher Kraftfahrzeugingenieur und Hochschullehrer
- Heinrich Buschmann (Physiker) (1930–2016), deutscher Physiker, Ingenieur und Hochschullehrer
- Hedwig Buschmann (1872–1950), Konzertpianistin, Bildhauerin und Entwerferin von Reformkleidung
- Hermann Buschmann (Maler) (1875–1961), deutscher Maler
- Hermann Buschmann (Gewerkschafter) (1886–1979), deutscher Gewerkschafter
- Jan-Fiete Buschmann (* 1981), deutscher Handballspieler
- Joe Buschmann („Papa Joe“ Buschmann; 1925–2015), deutscher Jazzmusiker und Gastronom
- Johann Carl Eduard Buschmann (1805–1880), deutscher Philologe und Bibliothekar, siehe Eduard Buschmann
- Johann David Buschmann (1775–1852), deutscher Musikinstrumentenbauer, Erfinder des Terpodion
- Johann Thomas Theodor Buschmann († 1912), deutscher Werftunternehmer, siehe Heinrich Buschmann & Söhne
- Josef Buschmann (Kirchenmusiker) (1893–1966), deutscher Kirchenmusiker und Komponist
- Josef Ottokar von Buschmann (1854–1921), österreichischer Beamter der Abteilung für Salinenwesen im Finanzministerium, Sachbuchautor und Mineraliensammler
- Karl Buschmann (Richter) (1874–??), deutscher Richter
- Karl Buschmann (Gewerkschafter) (1914–1988), deutscher Gewerkschafter
- Kurt Buschmann (* 1955), deutscher Saxophonist, Klarinettist und Komponist
- Lisa Buschmann (* 1981), deutsche Moderatorin und Reporterin
- Marco Buschmann (* 1977), deutscher Politiker und Bundesjustizminister (FDP)
- Martin Buschmann (Musiker) (* 1955), deutscher Musiker, Komponist und Schlagzeuger
- Martin Buschmann (Politiker) (* 1970), deutscher Politiker (parteilos)
- Mechthild Czapek-Buschmann (1871–1931), deutsche Malerin und Grafikerin
- Nora Buschmann (* 1969), deutsche Gitarristin und Dozentin
- Peter von Buschmann (um 1604–1673), deutscher Kanzler und Diplomat
- Peter Joseph von Buschmann (1704–1766), deutscher Domherr
- Rafael Buschmann (* 1982), deutscher Journalist
- Roswitha Matwin-Buschmann (* 1939), deutsche Übersetzerin
- Saskia Buschmann (* 1979), deutsche Politikerin (CDU)
- Walter Buschmann (1949–2023), deutscher Denkmalpfleger und Professor an der RWTH Aachen
- Werner Buschmann (* 1931), deutscher Politiker (SED)
- Wolfgang Buschmann (Schriftsteller) (* 1943), deutscher Schriftsteller
- Wolfgang Buschmann (Politiker) (* 1960), deutscher Verwaltungsjurist und Politiker